# Парк Ћирила и Методија
Парк Ћирила и Методија (познатији као Парк код Вуковог споменика или Парк код Вука) је један од најпознатијих и најстаријих паркова у граду Београду.

## Локација и карактеристике парка
Парк је стациониран у општини Звездара, у ширем делу центра Београда, троугластог је облика. Оивичен је Рузвелтовом, улицом краљице Марије и Булеваром краља Александра. У непосредној близини парка налази се зграда Техничког факултета, Академија пословних струковних студија Београд и Машински факултет. Површина парка износи 1,15 хектара, главна алеја парка је асфалтирана, а постоји и велики број клупа за одмор. Парк обилује великим бројем статуа и споменика историјских личности, а од јуна 2009. године у парку је омогућен бесплатан интернет.
 2017. године, у оквиру пролећног уређивања града ЈКП "Зеленило-Београд" у парку код Вука, извршило је поправку клупа, ђубријера, засађено је и 16 садница дивљег кестена, шест црвеног кестена и четири саднице пендуле.

## Историја
Овај парк спада међу једне од најстаријих у Београду. Садња четинара и дечије игралиште реализовани су још 1906. године, на неизграђеном простору, поред старог београдског хиподрома, где су се од шездесетих година 19. века приређивале трке коња. Парк Ћирила и Методија у потпуности је преуређен почеком тридесетих година 20. века, по пројекту инжењера Саве Николића, од када и носи данашњи назив. Велика реконструкција парка одрађена је у периоду од 1995–1996. године, у склопу изградње железничка станица Вуков споменик. Током реконструкције парка 1996. године, одрађен је нови хортикултурни пројекат, за који је била задужена Вера Грбић, пејзажни архитекта. 
На самом улазу у парк налази се споменик Вуку Караџићу, реформатору српског језика. Споменик је постављен 1937. године, поводом прославе 150. година од његовог рођења. Аутор споменика био је српски вајар Ђорђе Јовановић. Парк је 2006. године добио и споменик Ћирилу и Методију, који је изградио македонски вајар Томе Серафимовски.
Године 2009, у парку, недалеко од споменика Ћирилу и Методију и Вуковог споменика, откривен је споменик Александру Пушкину, руском књижевнику. Бронзана скулптура тешка 300 килограма и висока три метра, поклон је Савеза књижевника Русије, а дело руског вајара Кузњецова Муморског
На простору овог парка, фудбалски клуб Српски мач, добио је на коришћење од Београдске општине његов део, где је услед града свечано отворен стадион, 16. августа 1907. године

## Галерија
- Споменик Вуку Стефановићу Караџићу
- Споменик Александру Сергејевичу Пушкину
- Панорама парка
- Реконструкција парка, 1. мај 1996. године
- Споменик Ћирилу и Методију
- Фонтана у парку
- Жалосни горски брест у парку
- Стабла црвеног дивљег кестена посађена 1996.